# Ньюпорт (Мейо)
Нью́порт (англ. Newport; ирл. Baile Uí Fhiacháin, Бале-И-Иахань) — деревня в Ирландии, находится в графстве Мейо (провинция Коннахт) у трассы N59.

## Демография
Население — 590 человек (по переписи 2006 года). В 2002 году население было 527 человек.
Данные переписи 2006 года:
| Общие демографические показатели |               |                               |                               |      |      |
| Всё население                    | Всё население | Изменения населения 2002—2006 | Изменения населения 2002—2006 | 2006 | 2006 |
| 2002                             | 2006          | чел.                          | %                             | муж. | жен. |
| 527                              | 590           | 63                            | 12                            | 292  | 298  |